# Het geheim van Rotterdam
Het geheim van Rotterdam is een boek van de Nederlandse schrijfster Thea Beckman dat voor het eerst werd uitgegeven in 1990.

## Het verhaal
Het verhaal speelt zich af in Rotterdam tijdens de Jonker Fransenoorlog. 
Caspar is door zijn moeder te vondeling gelegd maar wordt gevonden door kuipersvrouw Truitje Blasius. Het gezin Blasius neemt Caspar op. Later wordt hij door Grietje bij de alchemisten Melchior en Balthasar betrokken in hun pogingen de Steen der Wijzen te vinden. Met dezelfde namen als de Wijzen van het Oosten (de 'Wijzen van het Westen') moet het lukken!
Dan bezet Jonker Frans met zijn Hoekenleger de stad Rotterdam. Frans van Brederode ontdekt hun laboratorium en eist van hen dat ze goud voor hem gaan maken. Hierdoor ligt ook meteen het geheim van de Drie Wijzen op straat en zijn pleegvader meester Blasius is hier zo woedend over dat hij Caspar het huis uitzet en hij bij Grietje, Melchior en Balthazar moeten wonen. Na verloop van tijd weet Caspar de anderen ervan te overtuigen dat ze geen vieze drek meer moeten brouwen maar het levenselixir uit mooie en lekker ruikende dingen moeten maken. Het resultaat is een verrukkelijk geurend mengsel. Wie het ruikt wordt bevangen door een geestdrift om te werken en iets te bereiken.
Jonker Frans wordt na verloop van tijd verdreven maar de Rotterdamse economie heeft zware schade opgelopen. De mensen zijn moedeloos en apathisch, en er heerst gebrek. Ook worden de Drie Wijzen nog steeds niet met rust gelaten en nu van hekserij beschuldigd, ondanks de vriendschap van Melchior met Erasmus. Tijdens een onderzoek door de Dominicanen valt het vat kapot en lekt het levenselixir de grond in.
Caspar beseft dat hij in Rotterdam niets meer te zoeken heeft en vertrekt. Maar zijn elixir verspreidt zich door de hele stad en inspireert de mensen tot werk, daden, iets bereiken. Rotterdam stroopt de hemdsmouwen op en zal door Caspars elixir uiteindelijk uitgroeien tot de grootste haven ter wereld.